# Ilary Blasi

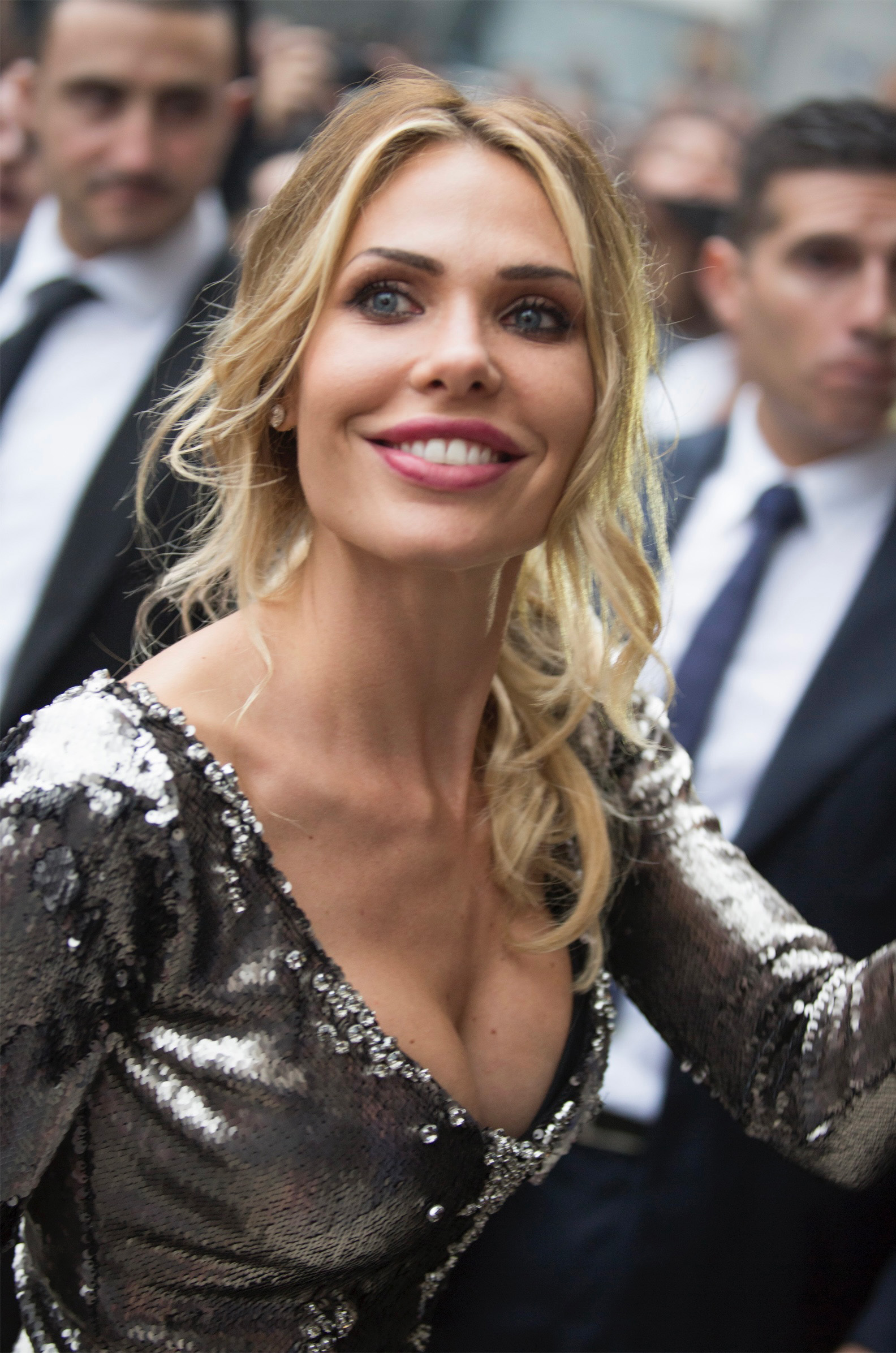
Ilary Blasi (2014)

Ilary Blasi (* 28. April 1981 in Rom) ist eine italienische Moderatorin, Schauspielerin und Fotomodell.

## Leben
Ihre Karriere begann sie mit drei Jahren in einem Werbespot. Mit fünf Jahren spielte sie in dem Film David und David mit. Mit 18 Jahren spielte sie eine Rolle in Scherzi a parte. Nach einigen anderen Fernsehauftritten wurde sie zur Soubrette. Danach arbeitete sie bei der Rai. 2006 war sie Komoderatorin des 56. Sanremo-Festivals. Sie arbeitete ebenfalls bei Mediaset zusammen mit Cristina Chiabotto. Von 2007 bis 2018 moderierte sie die Show Le Iene.
Sie ist die zweitälteste von drei Schwestern. Am 19. Juni 2005 heiratete sie den Fußballspieler Francesco Totti. Gemeinsam haben sie einen Sohn und zwei Töchter. Im Juli 2022 gab sie ihre Trennung bekannt. Am 24. November 2023 kam der Dokumentarfilm Die einzigartige Ilary Blasi auf Netflix heraus, in dem Blasi offen über die Trennung spricht.

## Filmografie
- 1987: Da grande
- 1988: Die Kraft zu leben (Il vizio di vivere, Fernsehfilm)
- 1989: Das Haus des Bösen (La dolce casa degli orrori, Fernsehfilm)
- 1989: Fiori di zucca
- 1994: David und David (David e David, Fernsehfilm)
- 2023: Die einzigartige Ilary Blasi (Unica, Dokumentarfilm)
- 2025: Ich bin Ilary (Ilary, Serie)